# 子椒
子椒（?—?），楚国楚怀王时的令尹（首席大臣）。
子椒和上官大夫靳尚依附南后郑袖，他们接受秦国相国张仪的贿赂，向楚怀王进谗言，抵制屈原的改革，使楚怀王疏远屈原。楚顷襄王时，子椒还是诋毁屈原，最后屈原自沉于汨罗江。

## 相关资料
桓宽《盐铁论卷五·颂贤22》云:“夫屈原之沉渊，遭子椒之谮也”。